# Czworook
Czworook, argusek (Anableps anableps) – gatunek ryby karpieńcokształtnej z rodziny czworookowatych (Anablepidae). Jest hodowana w akwariach. 

## Występowanie
Występuje w płytkich słodkich wodach przybrzeżnych Ameryki Południowej, na terenach od Trynidadu i Wenezueli, aż po deltę Amazonki w Brazylii. Zwykle pływa przy powierzchni. preferują wodę o temperaturze od 23°C do 28°C. 

## Charakterystyka
Przeciętna długość wynosi 15–25 cm, maksymalna 30 cm. Może ważyć około 400 gramów. 
Jego cechą charakterystyczną jest osobliwa budowa oka, podzielonego na dwie części ciemną przesłoną (zarówno rogówka, jak i tęczówka), co pozwala mu widzieć równocześnie zarówno obraz podwodny jak i nadwodny.
Czworook żywi się owadami oraz mniejszymi rybami. Często pływają w grupach.